# 国際連合安全保障理事会決議2627
国際連合安全保障理事会決議2627（こくさいれんごうあんぜんほしょうりじかいけつぎ2627、英: United Nations Security Council Resolution 2627, UNSCR2627）は、2022年3月25日に国際連合安全保障理事会で採択された決議。北朝鮮に関するもの。

## 概要
2009年5月25日に行われた北朝鮮の核実験に対する決議1874をはじめとする一連の問題に関する決議を想起した上で、同決議の第26項で定められた専門家によるパネルについて、設置期間の延長と運用範囲の拡大を決定したうえで、報告書の提出を要請した。

## 詳細
以下は決議の英文。
The Security Council,
Recalling its previous relevant resolutions, including resolutions 825 (1993), 1540 (2004), 1695 (2006), 1718 (2006), 1874 (2009), 1887 (2009), 1928 (2010), 1985 (2011), 2050 (2012), 2087 (2013), 2094 (2013), 2141 (2014), 2207 (2015), 2270 (2016), 2276 (2016), 2321 (2016), 2345 (2017), 2356 (2017), 2371 (2017), 2375 (2017), 2397 (2017), 2407 (2018), 2464 (2019), 2515 (2020), and 2569 (2021), as well as the statements of its President of 6 October 2006 (S/PRST/2006/41), 13 April 2009 (S/PRST/2009/7), 16 April 2012, (S/PRST/2012/13), and 29 August 2017 (S/PRST/2017/16),
Recalling the creation, pursuant to paragraph 26 of resolution 1874 (2009), of a Panel of Experts, under the direction of the Committee, to carry out the tasks provided for by that paragraph,
Recalling the 8 September 2021 interim report (S/2021/777) by the Panel of Experts appointed by the Secretary-General pursuant to paragraph 26 of resolution 1874 (2009) and the 1 March 2022 final report (S/2022/132) by the Panel,
Recalling the methodological standards for reports of sanctions monitoring mechanisms contained in the Report of the Informal Working Group of the Security Council on General Issues of Sanctions (S/2006/997),
Welcoming the efforts made by the Secretariat to expand and improve the roster of experts for the Security Council Subsidiary Organs Branch, bearing in mind the guidance provided by the Note of the President (S/2006/997), noting paragraph 11,
Emphasizing, in that regard, the importance of credible, fact-based, independent assessments, analysis, and recommendations, in accordance with the mandate of the Panel of Experts, as specified in paragraph 26 of resolution 1874 (2009),
Determining that proliferation of nuclear, chemical, and biological weapons, as well as their means of delivery continue to constitute a threat to international peace and security,
Acting under Article 41 of Chapter VII of the Charter of the United Nations,
1. Decides to extend until 30 April 2023 the mandate of the Panel of Experts, as specified in paragraph 26 of resolution 1874 (2009) and modified in paragraph 29 of resolution 2094 (2013), decides that this mandate shall apply also with respect to the measures imposed in resolutions 2270 (2016), 2321 (2016), 2356 (2017), 2371 (2017), 2375 (2017), and 2397 (2017), expresses its intent to review the mandate and take appropriate action regarding further extension no later than 25 March 2023, and requests the Secretary-General to take the necessary administrative measures to this effect;
2. Requests the Panel of Experts to provide to the Committee no later than 3 August 2022 a midterm report on its work, as requested in paragraph 43 of resolution 2321 (2016), and further requests that, after a discussion with the Committee, the Panel of Experts submit to the Council its midterm report by 6 September 2022, and requests also a final report to the Committee no later than 3 February 2023 with its findings and recommendations and further requests that, after a discussion with the Committee, the Panel of Experts submit to the Council its final report no later than 3 March 2023;
3. Requests the Panel of Experts to provide to the Committee a planned programme of work no later than thirty days after the Panel’s reappointment, encourages the Committee to engage in regular discussions about this programme of work and to engage regularly with the Panel about its work, and further requests the Panel of Experts to provide to the Committee any updates to this programme of work;
4. Underscores that the panel shall carry out credible, fact-based, independent assessments, analysis, and recommendations in an objective and impartial manner and in accordance with the mandate of the Panel of Experts, as specified in paragraph 26 of resolution 1874 (2009);
5. Further expresses its intent to continue to follow the work of the Panel;
6. Urges all States, relevant United Nations bodies and other interested parties, to cooperate fully with the Committee established pursuant to resolution 1718 (2006) and the Panel of Experts, in particular by supplying any information at their disposal on the implementation of the measures imposed by resolutions 1718 (2006), 1874 (2009), 2087 (2013), 2094 (2013), 2270 (2016), 2321 (2016), 2356 (2017), 2371 (2017), 2375 (2017), and 2397 (2017);
7. Decides to remain actively seized of the matter.
以下はその和訳。
安全保障理事会は、
2006年10月6日（S/PRST/2006/41）、2009年4月13日（S/PRST/2009/7）、2012年4月16日（S/PRST/2012/13）、2017年8月29日 (S/PRST/2017/16）の議長声明や、これまでの理事会決議の第825号（1993年）、第1540号（2004年）、第1695号（2006年）、第1718号（2006年）、第1874号（2009年）、第1887号（2009年）、第1928号（2010年、第1985号（2011年）、第2050号（2012年）、第2087号（2013年）、第2094号（2013年）、第2141号（2014年）、第2207号（2015年）、第2270号（2016年）、第2276号（2016年）、第2321号（2016年）、第2345号（2017年）、第2356号（2017年）、第2371号（2017年）、第2375号（2017年）、第2397号（2017年）、第2407号（2018年）、第2464号（2019年）、第2515号（2020年）、第2569号（2021年）を想起し、
決議第1874号（2009年）の第26項に基づいて、委員会の指示の下同項に規定する任務を遂行する専門家によるパネルを創設したことを想起し、
決議第1874号の同項に基づき事務総長が任命した専門家パネルによる2021年9月8日の中間報告（S/2021/777）と2022年3月1日の最終報告（S/2022/132）を想起し、
「制裁の一般的問題に関する安全保障理事会非公式作業部会報告書」（S/2006/997）にある制裁を監視するメカニズムの報告のための方法論的基準を想起し
安全保障理事会は、安全保障理事会補助機関支部の専門家の名簿を拡大し改善するための事務局の努力を歓迎し、議長通牒（S/2006/997）が提供する指針を念頭に置き、第11段落に留意して、
その際、決議第1874号（2009年）第26項に明記されたように、専門家パネルの任務に従い、信頼性の高い、事実に基づいて、独立した評価、分析、勧告の重要性を強調し、
核兵器、化学兵器及び生物兵器並びにそれらの運搬手段の拡散が、相変わらず国際的な平和及び安全に対する脅威を構成しているものと断定し、
国際連合憲章第7章第41条に基づき行動をとったうえで、以下の通りとする。
1. 決議第1874号（2009）の第26項で定められ、決議第2094号（2013年）の第29項で修正された専門家パネルの設置期間を2023年4月30日まで延長することを決定し、この権限が決議第2270号（2016年）、第2321号（2016年）、第2356号（2017年）、第2371号（2017年）、第2375号（2017年）、第2397号（2017年）において課された措置についても適用されることを決定し、2023年3月25日までに設置期間を見直し、さらなる延長に関して適切な行動をとる意図があることを表明し、事務総長にそのために必要な措置をとるよう要請する。
2. 専門家パネルに対し、2022年8月3日までに、決議2321（2016）のパラグラフ43で要請したとおり、その作業に関する中間報告書を委員会に提出するよう要請し、さらに、委員会との協議後、専門家パネルに対し2022年9月6日までにその中間報告書を理事会に提出し、その結果および勧告とともに委員会への最終報告（の提出）も2023年2月3日までに要請するとともに、加えて委員会との協議後にも専門家パネルに対し2023年3月3日までに理事会に最終報告書を提出するよう要請する。
3. 専門家パネルに対し、パネルの再設置後30日以内に検討内容の計画を委員会に提出するよう要請し、委員会がこの作業計画について定期的に議論し、その作業についてパネルと定期的に関わるよう奨励し、さらに専門家パネルに対しこの作業計画の更新情報を委員会に提供するよう要請する。
4. 決議第1874号（2009年）第26項に定められた専門家パネルの指令に従い、客観的かつ公平な方法で、信頼性のある、事実に基づく、独立した評価、分析、勧告を実施することを強調する。
5. さらに、パネルの検討に引き続き従う意向を表明する。
6. すべての国、関連する国際連合機関及びその他の利害関係者が、決議第1718号（2006年）、第1874号（2009年）、第2087号（2013年）、第2094号（2013年）、第2270号（2016年）、第2321号（2016年）、第2356号（2017年）、第2371号（2017年）、第2375号（2017年）、第2397号（2017年）によって課せられる措置の実施について自由に利用できるあらゆる情報を供給することにより、特に決議第1718号（2006年）に従って設立される委員会及び専門家委員会に十分に協力することを強く要請する。
7. この課題について引き続き積極的に取り上げることを決定する。